# Vicevært
En vicevært udfører opgaver, som hovedregel forefaldende arbejde, på og omkring ejendomme. Vicevært er en typisk serviceopgaver, der som regel fungerer i boligforeninger, hos private virksomheder og i det offentlige system.
Opgaver der sorterer under en vicevært kan være:
- Kontakt til beboere / personale
- Kontakt til interne og eksterne håndværkere
- Vedligeholdelse og småreparationer
- Vedligeholdelse af grønne arealer
- Vedligeholdelse af indendørs arealer
- Tilsyn med måleenheder
- Tilsyn med ejendommens tilstand som et hele

I de danske storbyer er den klassiske vicevært ved at forsvinde til fordel for ejendomsservicevirksomheder, der varetager den daglige vedligeholdelse og rengøring på ejendomme. Nogle få steder bor viceværten dog stadig lokalt i ejendommen.